# Huxel
Huxel ist ein Ortsteil der Stadt Schmallenberg im Hochsauerlandkreis in Nordrhein-Westfalen (Deutschland).

## Geografie

### Lage
Der Ort am Westernahbach liegt rund einen Kilometer östlich von Bad Fredeburg.

### Nachbarorte
Angrenzende Orte sind Bad Fredeburg und Holthausen.

## Geschichte
Der Name Huxel setzt sich zusammen aus den Wörtern Hucke (Kröte) und Ohl (Tal). Huxel bedeutet folglich Krötental.
Der Ort wurde im 14. Jahrhundert in den Akten des Klosters Grafschaft urkundlich genannt. Am 10. März 1335 verkaufte der Knappe Rainer Hasenporte dem Kloster den halben Zehnten zu Hukeshohl. In den Schatzungsregistern 1535 und 1563 waren die Bauernhöfe Hesse und Lutteke verzeichnet.
Huxel wurde zweimal vollständig entvölkert, durch den Dreißigjährigen Krieg und durch die Pest, so dass sich eine Wüstung bildete. 1645 war Huxe auf der Karte Westphalia Ducatus kartografisch erfasst. 1833 bestand der Ort aus 11 Häusern. Im Jahr 1895 wohnten 70 Einwohner, nach der Eintragung des Handels- und Gewerbeadressbuches der Provinz Westfalen, in Huxel. Das Dorf gehörte bis ins 20. Jahrhundert zur Gemeinde Wormbach. 1921 wurde es kirchlich der Pfarrei Oberkirchen und 1964 der politischen Gemeinde Oberkirchen zugeordnet. Seit dem 1. Januar 1975 ist Huxel ein Ortsteil der erweiterten Stadt Schmallenberg.

## Kapelle St. Elisabeth
In den Grafschafter Akten wird schon 1610 über die Abgabe eines Kapellengeldes berichtet. Wo die damalige Kapelle gestanden hat, ist nicht mehr genau auszumachen. Gesicherte Unterlagen über die heutige Kapelle sind erst ab 1840 in den Unterlagen zu finden. Wegen Mangel an Mitteln konnte die Kapelle erst im Jahre 1858 errichtet werden. Der neubarocke Altar soll laut Kirchenbücher, aus dem Münsterland stammen, die genaue Herkunft ist jedoch unbekannt.

## Bilder

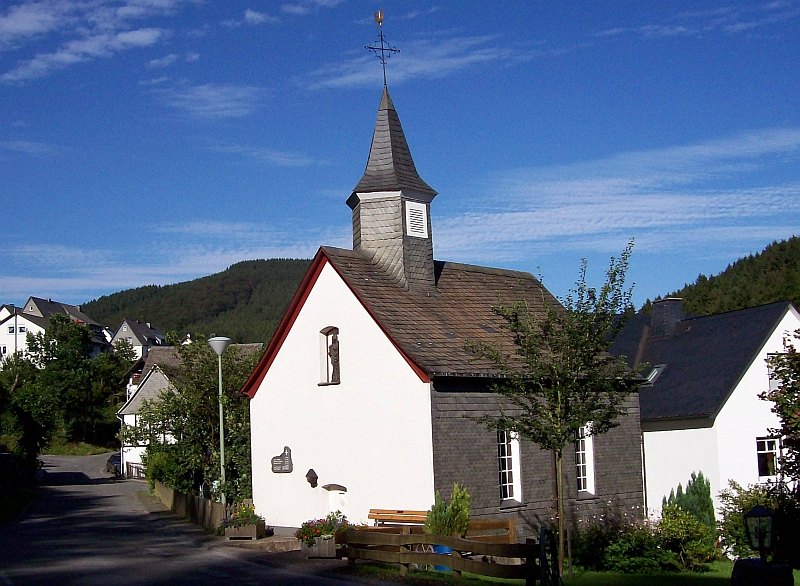
Kapelle in Huxel
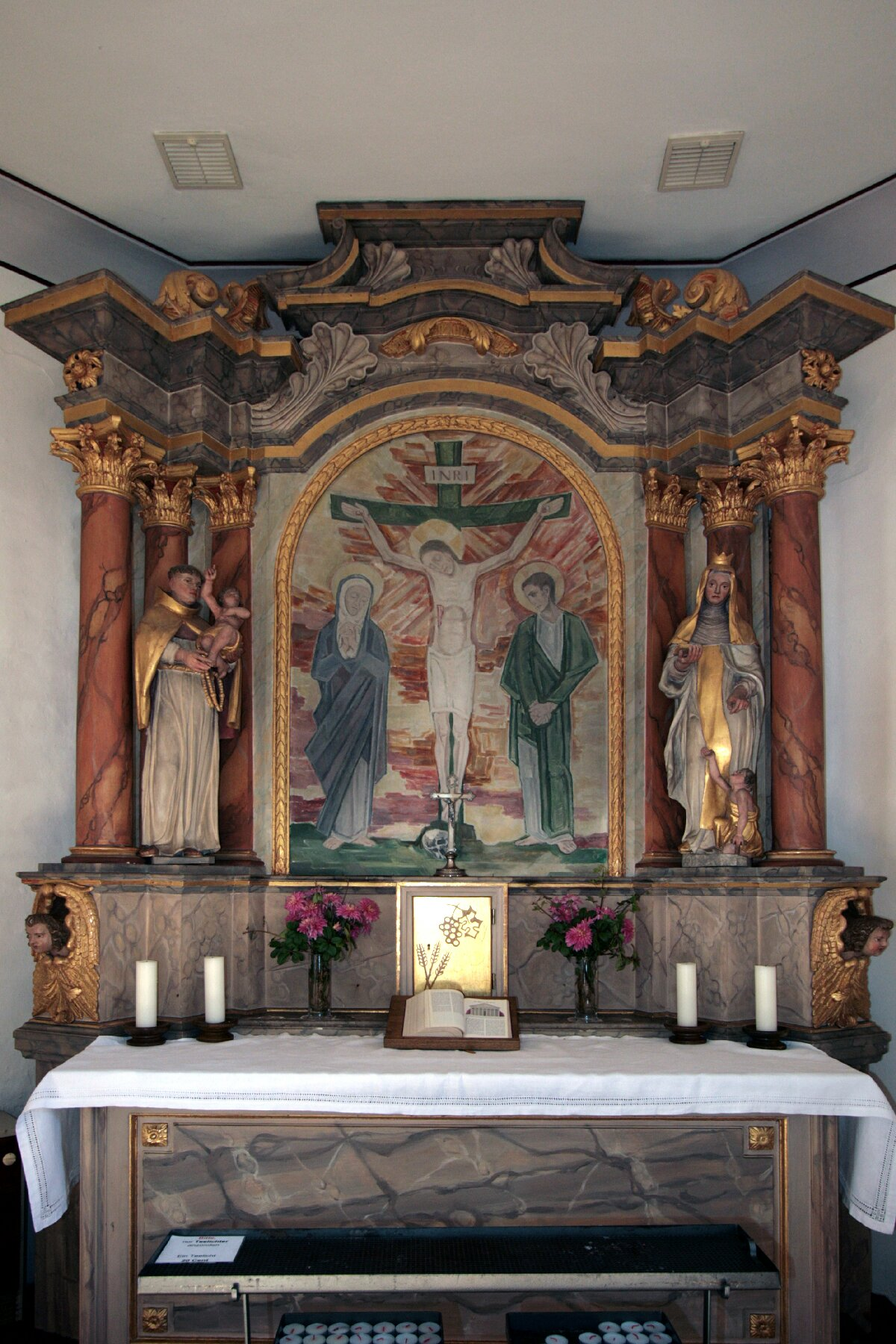
Altar der Kapelle in Huxel
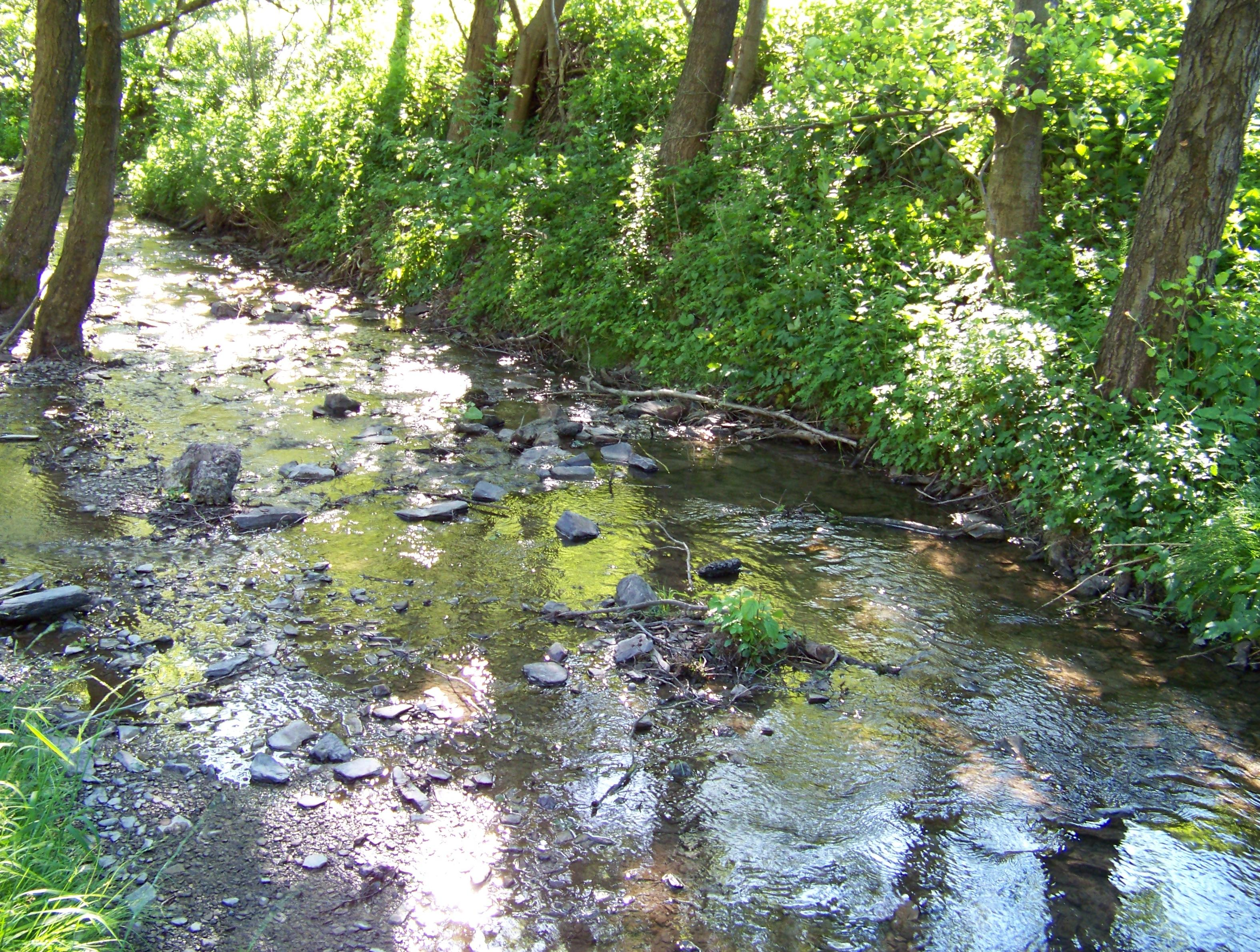
Westernah bei Huxel